# Capheris
Capheris es un género de arañas de la familia Zodariidae.

## Especies
- Capheris abrupta Jocqué, 2009
- Capheris apophysalis Lawrence, 1928
- Capheris approximata (Karsch, 1878)
- Capheris brunnea (Marx, 1893)
- Capheris crassimana (Simon, 1887)
- Capheris decorata Simon, 1904
- Capheris fitzsimonsi Lawrence, 1936
- Capheris kunenensis Lawrence, 1927
- Capheris langi Lawrence, 1936
- Capheris oncka Lawrence, 1927
- Capheris subtilis Jocqué, 2009